# Samfaina
La samfaina est une préparation catalane et valencienne, à base d'aubergines et de courgettes coupées en dés et sautées dans de l'huile d'olive, avec des oignons hachés, de l'ail râpé et des tomates. Certaines variantes y ajoutent du poivron vert ou rouge coupé en dés et quelques herbes comme le thym ou le romarin. En Catalogne, la samfaina est habituellement consommée en accompagnement d'une viande (typiquement des côtes de porc, du lapin, du poulet, etc.) ou d'un poisson (thon, morue, etc.) dont la cuisson est terminée dans la poêle ou la casserole de la samfaina. Dans les régions centrales de la province de Valence, la samfaina est un élément typique de la coca.

## Origine et étymologie
Selon l’Encyclopédie catalane, la forme écrite du mot samfaina apparaît pour la première fois en 1890, et vient du mot samfònia qui, à son tour, dérive du latin symphōnĭia (« symphonie »).